# Група могил радянських воїнів (Терни)
Група могил радянських воїнів у с. Терни Юр'ївського району Дніпропетровської області.

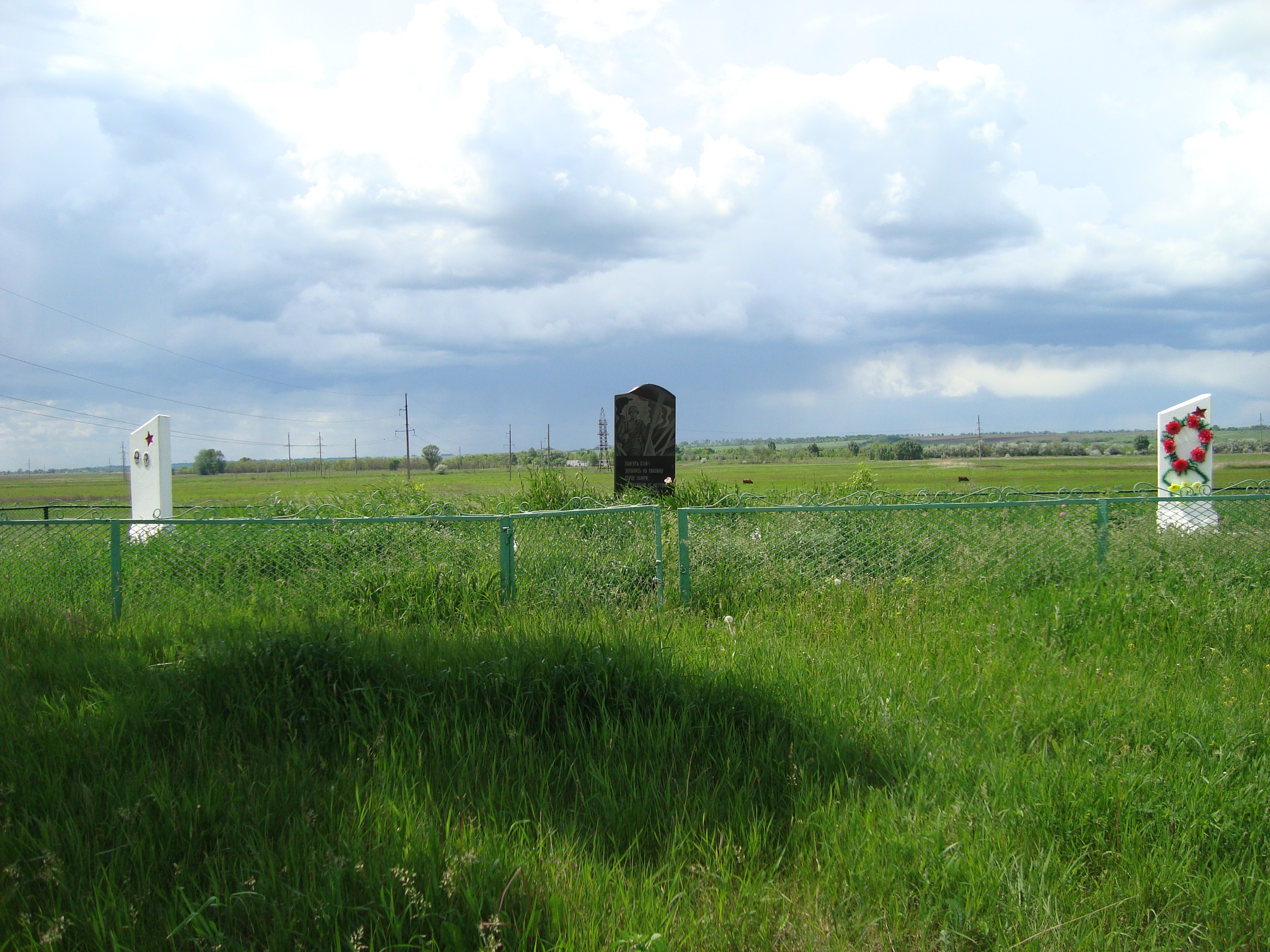
Група могил радянських воїнів у с. Терни

## Історія
Пам'ятка включає в себе 3 братські могили радянських воїнів, розміщені в один ряд, які знаходяться на західній околиці села біля траси «Дніпро-Донбас».
У двох братських могилах поховані 562 воїни 25-го танкового корпусу 6-ї армії Південно-західного фронту, які загинули в кінці лютого 1943 року в жорстоких боях з німецько-фашистськими загарбниками на околиці села.
У 1967 році червоні слідопити однієї з Харківських шкіл знайшли в полі братську могилу, де було поховано близько 100 радянських воїнів, що загинули теж у лютому 1943 року. У тому ж 1967 році їх останки були перезахоронені в одну братську могилу біля вищеописаних двох могил.
Площа під пам'яткою — 10 × 20 м.

## Персоналії
Прізвища загиблих невідомі.

## Додаток
Меморіальні тексти на братських похованнях відсутні, поховання упорядковані.